# Liste der State-, U.S.- und Interstate-Highways in New Hampshire
Dies ist eine Aufstellung von State Routes, U.S. Highways und Interstates im US-Bundesstaat New Hampshire nach Nummern.

## State Routes

### Gegenwärtige Strecken
- New Hampshire Route 1A
- New Hampshire Route 1B
- New Hampshire Route 3A
- New Hampshire Route 4
- New Hampshire Route 4A
- New Hampshire Route 9
- New Hampshire Route 9A
- New Hampshire Route 10
- New Hampshire Route 10A
- New Hampshire Route 11
- New Hampshire Route 11A
- New Hampshire Route 11B
- New Hampshire Route 11C
- New Hampshire Route 11D
- New Hampshire Route 12
- New Hampshire Route 12A
- New Hampshire Route 13
- New Hampshire Route 16
- New Hampshire Route 16A
- New Hampshire Route 16B
- New Hampshire Route 18
- New Hampshire Route 25
- New Hampshire Route 25A
- New Hampshire Route 25B
- New Hampshire Route 25C
- New Hampshire Route 26
- New Hampshire Route 27
- New Hampshire Route 28
- New Hampshire Route 28A
- New Hampshire Route 28 Bypass
- New Hampshire Route 31
- New Hampshire Route 32
- New Hampshire Route 33
- New Hampshire Route 38
- New Hampshire Route 41
- New Hampshire Route 43
- New Hampshire Route 45
- New Hampshire Route 47
- New Hampshire Route 49
- New Hampshire Route 63
- New Hampshire Route 75
- New Hampshire Route 77
- New Hampshire Route 78
- New Hampshire Route 84
- New Hampshire Route 85
- New Hampshire Route 87
- New Hampshire Route 88
- New Hampshire Route 97
- New Hampshire Route 101
- New Hampshire Route 101 Business
- New Hampshire Route 101A
- New Hampshire Route 101A Bypass
- New Hampshire Route 101E
- New Hampshire Route 102
- New Hampshire Route 103
- New Hampshire Route 103A
- New Hampshire Route 103B
- New Hampshire Route 104
- New Hampshire Route 106
- New Hampshire Route 107
- New Hampshire Route 107A
- New Hampshire Route 108
- New Hampshire Route 109
- New Hampshire Route 109A
- New Hampshire Route 110
- New Hampshire Route 110A
- New Hampshire Route 110B
- New Hampshire Route 111
- New Hampshire Route 111A
- New Hampshire Route 112
- New Hampshire Route 113
- New Hampshire Route 113A
- New Hampshire Route 113B
- New Hampshire Route 114
- New Hampshire Route 114A
- New Hampshire Route 115
- New Hampshire Route 115A
- New Hampshire Route 116
- New Hampshire Route 117
- New Hampshire Route 118
- New Hampshire Route 119
- New Hampshire Route 120
- New Hampshire Route 121
- New Hampshire Route 121A
- New Hampshire Route 122
- New Hampshire Route 123
- New Hampshire Route 123A
- New Hampshire Route 124
- New Hampshire Route 125
- New Hampshire Route 126
- New Hampshire Route 127
- New Hampshire Route 128
- New Hampshire Route 129
- New Hampshire Route 130
- New Hampshire Route 132
- New Hampshire Route 135
- New Hampshire Route 136
- New Hampshire Route 137
- New Hampshire Route 140
- New Hampshire Route 141
- New Hampshire Route 142
- New Hampshire Route 145
- New Hampshire Route 149
- New Hampshire Route 150
- New Hampshire Route 151
- New Hampshire Route 152
- New Hampshire Route 153
- New Hampshire Route 155
- New Hampshire Route 155A
- New Hampshire Route 156
- New Hampshire Route 171
- New Hampshire Route 175
- New Hampshire Route 175A
- New Hampshire Route 202A
- New Hampshire Route 236
- New Hampshire Route 286

### Außer Dienst gestellte Strecken
- New Hampshire Route 3B
- New Hampshire Route 51
- New Hampshire Route 86
- New Hampshire Route 101B
- New Hampshire Route 101C
- New Hampshire Route 101D

## Interstate Highways

### Gegenwärtige Strecken
- Interstate 89
- Interstate 93
- Interstate 95
- Interstate 293
- Interstate 393

### Außer Dienst gestellte Strecke
- Interstate 193

## U.S. Highways

### Gegenwärtige Strecken
- U.S. Highway 1
- U.S. Highway 1 Bypass
- U.S. Highway 2
- U.S. Highway 3
- U.S. Highway 3 Bypass
- U.S. Highway 4
- U.S. Highway 202
- U.S. Highway 302
- U.S. Highway 302 Bypass

### Außer Dienst gestellte Strecke
- U.S. Highway 5